# Catherine Hakim
Catherine Hakim   (Beirut, 30 de maig de 1948) és una sociòloga anglesa especialitzada en el treball de les dones i els problemes relacionats. És coneguda per desenvolupar la «teoria de la preferència», pel seu treball sobre el capital eròtic i per una teoria del «dèficit sexual». Actualment és professora investigadora a l'Institute for the Study of Civil Society, i abans ho havia estat a la London School of Economics (1993-2011) i al Centre for Policy Studies. També ha estat professora convidada al Centre d'Investigació en Ciències Socials de Berlín.

## Trajectòria
Nascuda a Beirut, Hakim va créixer a l'Orient Mitjà i es va traslladar a un internat del Regne Unit als 16 anys. Va obtenir una llicenciatura a la Universitat de Sussex el 1969 i un doctorat en sociologia a la Universitat d'Essex el 1974. Va treballar a Caracas (1969–1972) i com a investigadora a l'Institut Tavistock de Londres (1972–1974). Després va ser professora de sociologia a la Universitat d'Essex i directora de l'ESRC Data Archive (1989–1990). Des del 2011 és professora investigadora del Centre for Policy Studies i de l'Institute for the Study of Civil Society, i professora convidada al Centre d'Investigació en Ciències Socials de Berlín.

## Pensament
Hakim ha publicat àmpliament sobre temes relacionats amb el món laboral, el treball de les dones, la discriminació per raó de sexe, les polítiques socials i familiars, així com les estadístiques socials i el disseny de les investigacions. Ha publicat més de 100 articles en revistes acadèmiques així com més d'una dotzena de llibres de text i monografies de recerca. És coneguda per desenvolupar la teoria de les preferències i per la seva crítica a alguns pressupòsits feministes sobre el treball de les dones. Els seus llibres més recents desenvolupen la teoria del capital eròtic i el seu poder en totes les interaccions socials: al lloc de treball, la política i la vida pública en general, així com en les negociacions invisibles de les relacions privades.
Hakim afirma que el capital eròtic és un actiu en molts entorns socials i econòmics com els mitjans de comunicació i la política. Aquesta teoria va afegir l'eròtic com a forma addicional de capital al concepte de la societat de Pierre Bourdieu dirigit per quatre tipus principals de capital: cultural, social, simbòlic i econòmic. Hakim va definir el «capital eròtic» com la bellesa, l'atractiu sexual, la interacció social millorada, la intensitat, la imatge social, la sexualitat i la fertilitat d'un individu que poden oferir-li oportunitats per a progressar en la vida. Segons Hakim, el més important i controvertit d'aquests set components seria l'atractiu sexual, ja que els seus estudis van indicar que els «homes de família» tendeixen a desitjar més sexe que les dones, un fenomen que va anomenar «dèficit sexual masculí», i va animar les dones joves a utilitzar aquest actiu per a guanyar una posició més preponderant en la societat. Hakim creu que el capital eròtic no ha estat gaire reconegut i que la societat patriarcal i les limitacions morals conservadores han fet que la idea de bellesa i atractiu subratllessin la importància de la personalitat, sense donar prou importància al físic. Hakim no fomenta una societat basada únicament en el capital eròtic, sinó que afirma que té un paper inconscient en les decisions de la vida quotidiana, com ara ofertes laborals, oportunitats d'enriquiment i xarxes socials. Per exemple Hakim posa les aplicacions de cites i les xarxes socials a internet en el punt de mira, afirmant que aquests mercats guanyaran força a mesura que passi el temps. A més, creu que aquests llocs i la decisió de casar-se estan impulsats pel capital eròtic de la dona i el capital econòmic de l'home.

#### Controvèrsies
Molts grups feministes han rebutjat la idea del capital eròtic afirmant que el moviment prosexe (sex-positive movement) destaca els drets de les dones només d'una manera que destaca els avantatges i ignora investigacions contradictòries que han demostrat que les dones atractives tenen menys probabilitats de ser promocionades. Estudiosos de Bourdieu han afirmat que ell ja havia desenvolupat la idea del «capital corporal» abans, però que es va negar a incloure-la al seu capital general perquè estava massa entrellaçat amb el capital econòmic. Per exemple, si una dona d'un nivell socioeconòmic alt pogués comprar productes de bellesa i permetre's les cirurgies de modelatge corporal, podria canviar el seu capital corporal.

### Dèficit sexual
El 2017 Hakim va ser acusada de misogínia després de publicar un article que, segons alguns crítics, suggeria que les dones eren les culpables de les agressions sexuals. L'article basa el seu argument en un article d'investigació publicat el 2015 que va avaluar 30 enquestes de sexe a nivell mundial i va afirmar que, en els anys transcorreguts des de la revolució sexual de la dècada del 1960, la creixent independència econòmica de les dones, en part gràcies a l'anticoncepció, ha reduït la seva motivació i disponibilitat sexual, estenent el «dèficit sexual masculí» al primer món. S'argumenta que això pot ajudar a explicar per què l'assetjament sexual, la violència sexual, la violació, l'augment de la demanda de serveis sexuals comercials i altres comportaments són gairebé exclusivament masculins. Ha argumentat que el «dèficit sexual» també deriva del fet que els homes tenen «naturalment» un desig sexual més elevat que les dones.